# IC 5156
IC 5156 ist eine Balken-Spiralgalaxie vom Hubble-Typ SBab im Sternbild Piscis Austrinus am Südsternhimmel. Sie ist schätzungsweise 124 Millionen Lichtjahre von der Milchstraße entfernt.
Das Objekt wurde am 16. Oktober 1897 von Lewis Swift entdeckt.

## IC 5156-Gruppe (LGG 450)
| Galaxie   | Alternativname | Entfernung/Mio. Lj |
| --------- | -------------- | ------------------ |
| PGC 67955 | ESO 466-51     | 115                |
| PGC 67910 | ESO 466-56     | 105                |
| PGC 67846 | ESO 466-36     | 108                |
| PGC 68249 | ESO 404-39     | 114                |
| PGC 67954 | ESO 404-27     | 115                |
| PGC 67701 | ESO 404-12     | 119                |
| NGC 7187  | UGC 67909      | 121                |
| NGC 7176  | PGC 67883      | 114                |
| NGC 7174  | PGC 67881      | 120                |
| NGC 7173  | PGC 67878      | 113                |
| NGC 7172  | PGC 67874      | 118                |
| NGC 7163  | PGC 67785      | 125                |
| NGC 7154  | PGC 67641      | 118                |
| IC 5156   | PGC 67932      | 124                |